# Quinto di Treviso
Quinto di Treviso (velenceiül Cuinto de Trevixo) település Olaszországban, Veneto régióban, Treviso megyében. Lakosainak száma 9973 fő (2023. január 1.). Quinto di Treviso Morgano, Paese, Zero Branco és Treviso községekkel határos.

## Népesség
A település népességének változása:
| Lakosok száma | 9881 | 9912 | 9973 |
|               | 2017 | 2018 | 2023 |